# Tadeusz Żelechowski
Tadeusz Józef Żelechowski vel Tadeusz Nowak vel Tadeusz Pasicki vel Tadeusz Markowski, pseud.: Ring, Rynna, Lopek, Żuk, Ptaszek, Ptak (ur. 7 maja 1916 w Samborze, zm. 16 grudnia 1984 w Warszawie) – harcerz, żołnierz Armii Andersa i Polskich Sił Zbrojnych, oficer Armii Krajowej i Delegatury Sił Zbrojnych na Kraj, podporucznik piechoty, cichociemny.

## Życiorys
W 1936 roku ukończył Państwowe Gimnazjum im. Króla Władysława Jagiełły w Drohobyczu zdając egzamin dojrzałości. Był harcerzem, zastępowym w I drużynie gimnazjalnej im. Hetmana Stanisława Żółkiewskiego w roku 1934/1935. Po odbyciu służby wojskowej w 4 pułku piechoty Legionów pracował jako magazynier w rafinerii „Polmin” w Drohobyczu.
We wrześniu 1939 roku nie został zmobilizowany. 17 października 1939 roku wstąpił do tajnej drużyny harcerskiej i jako biały kurier zajmował się przerzutem żołnierzy Wojska Polskiego na Węgry. Od 2 stycznia 1940 roku był kierownikiem wywiadu ZWZ w Drohobyczu. 30 marca 1940 roku został we Lwowie aresztowany przez NKWD i 16 maja 1941 roku skazany na 15 lat więzienia. Wyrok odbywał w więzieniu w Gorkim. Po podpisaniu układu Sikorski-Majski w wyniku amnestii został zwolniony i 16 grudnia 1941 roku wstąpił do Armii Andersa, gdzie został przydzielony do 3 kompanii I batalionu 5 Wileńskiej Dywizji Piechoty na stanowisko dowódcy drużyny.
W styczniu 1943 roku zgłosił się do służby w kraju. Został przerzucony do Wielkiej Brytanii (przez Kapsztad, Rio de Janeiro, Nowy Jork i Kanadę), gdzie dotarł w maju 1943 roku. Po przeszkoleniu w dywersji został zaprzysiężony 5 listopada 1943 roku i przetransportowany do Głównej Bazy Przerzutowej w Brindisi we Włoszech. Otrzymał zadanie kurierskie od Komitetu Naczelnego ZHP na Czas Wojny w Londynie do Głównej Kwatery Szarych Szeregów „Pasieka”. Zrzutu dokonano w nocy z 12 na 13 kwietnia 1944 roku w ramach operacji „Weller 14” dowodzonej przez por. naw. Antoniego Błażewskiego (zrzut na placówkę odbiorczą „Mysz” koło wsi Bełżyce). Po aklimatyzacji w Warszawie (pod opieką „ciotki” Michaliny Wieszeniewskiej) dostał we Lwowie przydział na dowódcę 1 plutonu i zastępcę dowódcy Oddziału Leśnego Józefa Bistronia „Godziembo”. Po zmianie nazewnictwa była to 2., a później 4. kompania 19 pułku piechoty AK, wchodzącego w skład 5 Dywizji Piechoty AK „Dzieci Lwowskich”. Brał udział w wielu walkach i akcjach przeciw Niemcom i UPA. 16 czerwca 1944 roku uczestniczył jako dowódca w akcji dokumentującej ofiary zbrodni UPA na polskich pasażerach pociągu relacji Bełżec–Rawa Ruska–Lwów, około 3 km od Bełżca, w lesie koło miejscowości Zatyle; uratowali też wtedy ranną łączniczkę AK Annę Wudkiewicz. Zebrany na jego rozkaz materiał fotograficzny został przekazany do Londynu poprzez Okręg AK. Stanowi on współcześnie materiał w wielu publikacjach do ilustrowania zbrodni UPA. W ramach koncentracji do Akcji „Burza” został zastępcą dowódcy 4 kompanii 19 pułku piechoty. 26 lipca 1944 roku po „Godziembie” przejął dowodzenie kompanią, którą rozwiązał 30 lipca 1944 roku.
We wrześniu 1944 roku zaczął organizować Obwód Lubaczów w ramach Inspektoratu Przemyśl AK. 19 października w czasie aresztowania przez NKWD kpt. „Godziemby” wyskoczył z mieszkania przez okno. Został mianowany komendantem Obwodu Lubaczów, którym był do 1 kwietnia 1945 roku. Podejmował wiele akcji przeciw nowym okupantom, m.in.:
- w Przeworsku uwolnił z rąk NKWD aresztowanego „Godziembę”,
- w Lubaczowie uwolnił Kazimierza Góreckiego, swojego brata ciotecznego,
- zorganizował udany zamach na szefa Powiatowego Urzędu Bezpieczeństwa Publicznego Mikołaja Haciuka (w noc sylwestrową 1944 roku),
- zorganizował udany zamach na komendanta powiatowego MO Leona Bębna i jego doradcę z NKWD mjra Bałyszewa (19 lutego 1945 roku),
- organizował jednostki konspiracyjne do obrony polskich wsi przed UPA.

Od kwietnia 1945 roku organizował struktury Delegatury Sił Zbrojnych na Kraj na poziomie Inspektoratu Przemyśl (obwody Przeworsk, Lubaczów, Sanok). Organizował szlaki przerzutowe dla organizacji. Prawdopodobnie w drugiej połowie lipca 1945 roku przyjechał do Krakowa i wziął udział w napadzie na bank. W trakcie napadu został aresztowany przez NKWD. Udało mu się zbiec z aresztu śledczego. Wyjechał na Ziemie Odzyskane, zaczął pracować w Zarządzie Miejskim Kłodzka, po kilku miesiącach zaczął pracę jako urzędnik w Państwowej Centrali Handlowej. W marcu 1947 roku ujawnił się w Miejskim Urzędzie Bezpieczeństwa Publicznego jako cichociemny. Podpisał zobowiązanie do współpracy, jednak w dalszym ciągu kursował nielegalnie przez granicę przerzucając osoby zagrożone represjami. Został aresztowany w Ostrawie 21 grudnia 1948 roku, przekazany polskim organom bezpieczeństwa i skazany na 8 lat więzienia. Wyrok odsiadywał w więzieniu mokotowskim, we Wronkach i w Rawiczu. Został zwolniony 14 czerwca 1954 roku. Osiedlił się w Zielonej Górze.
Pracował jako kontroler jakości towarów i starszy towaroznawca w Powszechnym Domu Towarowym „Centrum” w Zielonej Górze (1955–1956 i 1957–1962), starszy referent planowania w Składnicy Wyrobów Wełnianych (1956–1957), naczelnik Wydziału Administracyjno-Gospodarczego Zielonogórskiego Zjednoczenia Budownictwa (1962–1969) i jako kolejno inspektor w dziale zaopatrzenia, kierownik działu zaopatrzenia, specjalista ds. koordynacji dostaw w dziale zaopatrzenia w Zielonogórskim Przedsiębiorstwie Robót Inżynieryjnych (1969–1979). Od 1979 roku był na emeryturze.
Według zapisów ewidencyjnych SB był zarejestrowany przez Wydział III KW MO Zielona Góra jako TW „Ptak”. Wyrejestrowany 5 stycznia 1982 roku ze względu na zły stan zdrowia.

## Awanse
- starszy strzelec – 10 maja 1938 roku
- podchorąży – 5 czerwca 1938 roku
- kapral podchorąży – 1 stycznia 1943 roku
- podporucznik – ze starszeństwem z dniem 10 października 1943 roku.

## Ordery i odznaczenia
- Krzyż Srebrny Orderu Virtuti Militari
- Złoty Krzyż Zasługi
- Medal Wojska
- Odznaka Zasłużony dla Województwa Zielonogórskiego.

## Życie rodzinne
Był synem Jana (1886–1938), uczestnika wojen polsko-ukraińskiej i polsko-bolszewickiej, i Felicji z domu Kowal (1894–1958). Ożenił się z Kazimierą Roszak (1920–1993), z którą miał dwóch synów: Leszka (ur. w 1957 roku) i Andrzeja (ur. w 1961 roku).